# Туманик, Геннадий Николаевич
Геннадий Николаевич Туманик (24 октября 1940 — 31 декабря 2022) — советский и российский архитектор, заслуженный архитектор РСФСР (1986).

## Биография
Родился 24 октября 1940 года в Каргатском районе Новосибирской области.
В 1965 году окончил Сибстрин. С 1966 по 1991 работал в проектных организациях Новокузнецка и Новосибирска. Вместе с Борисом Жеребятьевым выполнил проект планировки Новоильинского района города Новокузнецка. Вместе с архитекторами Владимиром Галямовым и Александром Бондаренко участвовал в городском конкурсе на проект памятника сибирякам, погибшим в Калининской (Тверской) области в 1942—43 годах (1 премия). Под городом Белый (Тверской области) в 1996 году торжественно открыт Мемориальный комплекс сибирякам, погибшим на фронтах Великой Отечественной войны.
С 1971 по 1992 работал в институте Новосибгражданпроект главным архитектором проектов, начальником мастерской генплана, главным архитектором института.
С 1992 года — профессор кафедры градостроительства и ландшафтной архитектуры Новосибирского архитектурного института (НАрхИ, НГАХА, НГУАДИ).
Скончался 31 декабря 2022 года. Похоронен на Заельцовском кладбище Новосибирска (квартал 87).

## Звания
Заслуженный архитектор РСФСР (1986).
Член-корреспондент Российской академии архитектуры и строительных наук (1994) Доктор архитектуры (2004). Первыми премиями отмечены 14 конкурсных проектов, в том числе 9 проектов, выполненных авторской группой в рамках участия в закрытых Всесоюзных конкурсах на проекты центров крупных городов (Новосибгражданпроект, 1970-е — 1980-е гг.).

## Награды
- Орден почёта (1998)[2]
- Медаль «Ветеран труда»
- Лауреат (дважды) премии «Золотая капитель» Международного смотра-конкурса региональной архитектуры (1999, 2006 гг.)
- Медаль им. А. Д. Крячкова Сибирского регионального отделения РААСН «За достижения в архитектуре Сибири» (2001 г.),
- Медаль Союза архитекторов России «За высокое зодческое мастерство» (2002 г.).
- медаль РААСН и редколлегии Российской архитектурно-строительной энциклопедии «За большой вклад в развитие архитектуры, строительной науки и жилищно-коммунального хозяйства» (2004 г.).
- Медаль им И. В. Жолтовского Союза архитекторов России «За выдающийся вклад в архитектурное образование» (2011 г.).
- Лауреат Премии им. И. П. Севастьянова мэрии г. Новосибирска «За большой вклад в формирование архитектурного облика Новосибирска» (2011 г.).

## Сочинения
- «Новосибирск: город в 2000 году». Соавтор Колпакова М. Р., (1989).
- «Центр крупного города Сибири: региональные особенности формирования и развития» (2004),
- «Тобольск: поиск концепции градостроительного развития исторического города» (2005),
- «Мемориальный комплекс сибирякам под городом Белый» (2006).
- «Отечественное градостроительство: современные проблемы развития сибирского города». Соавтор Колпакова М. Р., (2007),
- «Центр крупного города: опыт участия в конкурсном проектировании» (2008).
- «Новосибирск: неиспользованные возможности градостроительного формирования (полемические заметки)» (2009).
- «Крупный город Сибири и современные градостроительные проблемы развития» (2013).
- «Мы проектируем город: Новосибгражданпроект, 1970-е — 1980-е годы» (2018).